# وحد أباد (مشيز بردسير)
وحد أباد (بالإنجليزية: Vahedabad, Kerman)‏ هي مستوطنة تقع في إيران في كرمان.